# Jan Filip Libicki
Pour les articles homonymes, voir Jan Filip (homonymie).
Jan Filip Libicki, né le 17 janvier 1971  à Poznań, est un historien et homme politique polonais.

## Biographie
Issue d'une famille de la noblesse polonaise (blason Jelita (pl)) ayant compté des personnalités engagées en politique depuis plusieurs générations, notamment son arrière-grand-père Stanisław Libicki (pl) (déporté en Sibérie), son grand-père Janusz Libicki (pl), officier de l'armée polonaise assassiné en 1940 à Katyń, son oncle Jacek Libicki, consul honoraire de France à Wrocław, son père Marcin Libicki, militant de Solidarność, puis député au Parlement polonais puis au Parlement européen, Jan Filip Libicki fait des études d'histoire à l'Université Adam Mickiewicz de Poznań et crée une entreprise de traduction avant de s'engager en politique dans les rangs des conservateurs modérés (élu au conseil municipal de Poznań en 2002).
Il devient député à la diète de Pologne en 2005, mais perd son siège en 2007 avant de le retrouver en 2008. Membre d'abord du PiS, il quitte cette formation pour Polska Plus (pl), puis PJN, avant de rejoindre la Plateforme civique. En 2012, il est élu sénateur en Grande-Pologne (réélu en 2015).
Victime d'un handicap moteur cérébral qui le maintient sur un fauteur roulant, il est engagé dans les questions liées aux handicaps, travaillant avec le Państwowy Fundusz Rehabilitacji Osób Niepełnosprawnych.